# Anserville

Anserville este o comună în departamentul Oise, Franța. În 1 ianuarie 2018 avea o populație de 469 de locuitori.